# The Island Def Jam Music Group
The Island Def Jam Music Group — група лейблів звукозапису, заснована в 1999 медіахолдингом Universal Music Group при злитті двох компаній: Island Records і Def Jam Recordings. Island Def Jam — це один з найбільших лейблів у світі, працює з величезною кількістю виконавців (більше чотирьохсот). Власником групи компаній UMG і відповідно Island Def Jam Music Group є французький конгломерат Vivendi SA.Також при злитті до складу компанії були включені персонал, список виконавців та каталог звукозаписів ще одного лейблу — Mercury Records. Але з 2007 року Mercury Records веде самостійну діяльність. Навіть після об'єднання в групу, Def Jam Recordings та Island Records продовжують роздільну роботу з музикантами. Лейбл є дистриб'ютором Lost Highway Records, який також входить до складу UMG. У 2014 році Universal Music публічно оголосила про розпуск Island Def Jam Music Group, залишивши Island, Def Jam та їхні дочірні компанії окремими сестринськими лейблами.

## Колишні артисти
- Avicii
- Adrienne Bailon
- Anthrax
- Ашанті
- August Alsina
- Big Sean
- Bon Jovi
- Cameo
- Крістіна Міліан
- DMX
- Dru Hill
- Елтон Джон
- Fall Out Boy
- Френк Оушен
- Hanson
- Іггі Азалія
- Insane Clown Posse
- Джанет Джексон
- Ja Rule
- Jay-Z
- Young Jeezy
- Дженніфер Лопес
- Джонні Кеш
- Джастін Бібер
- Каньє Вест
- The Killers
- Кертіс Блоу
- Лайонел Річі
- LL Cool J
- Logic
- Ludacris
- Мерая Кері
- Method Man
- The Mighty Mighty Bosstones
- Ne-Yo
- Neon Trees
- Nickelback
- Патті Лабелль
- Redman
- Ріанна
- Saliva
- Шаная Твейн
- Sum 41